# Giorgos Kyrtsos

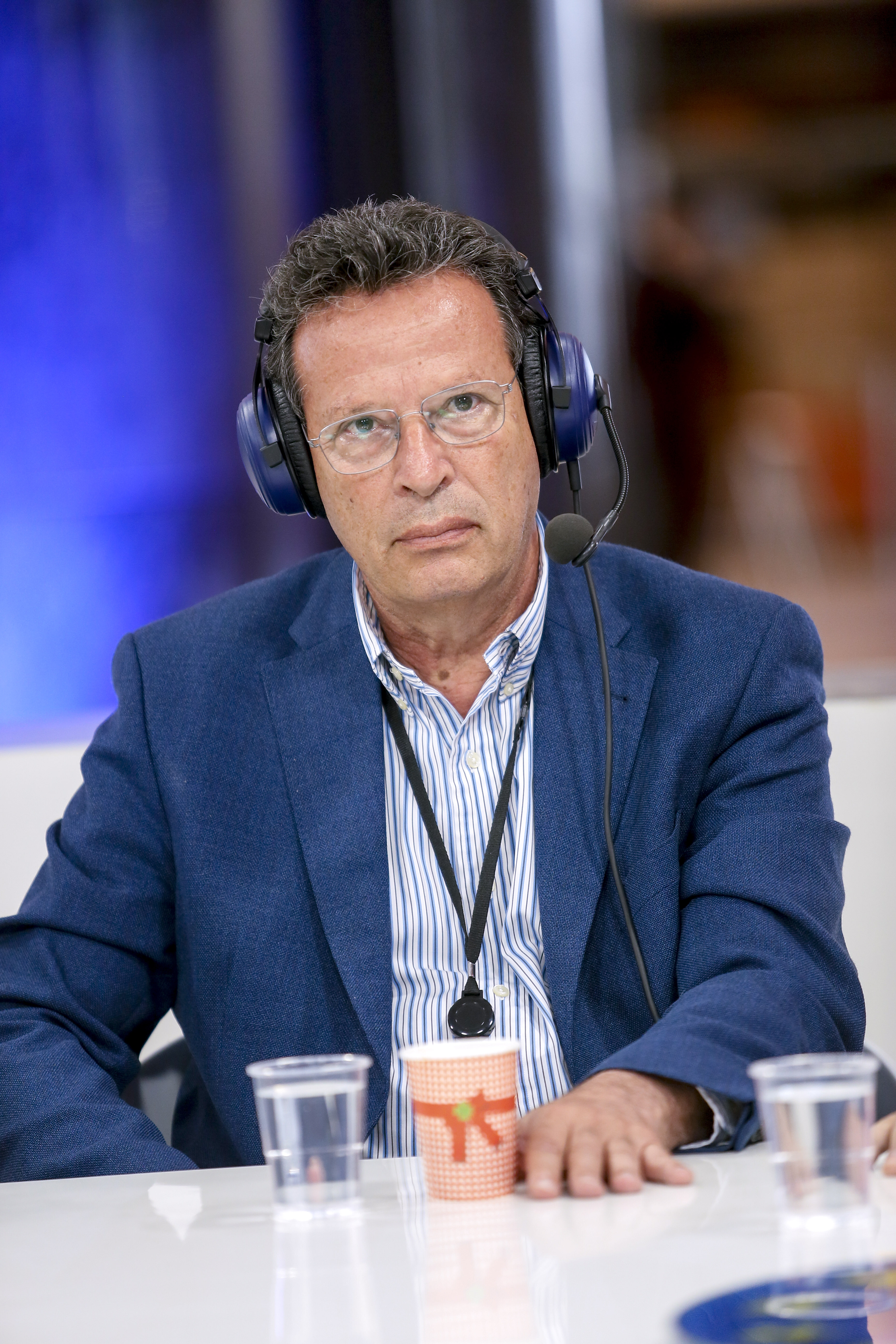
Giorgos Kyrtsos, 2016

Giorgos Kyrtsos (griechisch Γιώργος Κύρτσος, * 4. Juni 1952 in Athen) ist ein unabhängiger griechischer Politiker (bis 18. Februar 2022 Nea Dimokratia).

## Leben
Kyrtsos ist Stellvertretender Vorsitzender der Delegation für die Beziehungen zur Parlamentarischen Versammlung der NATO und Mitglied im Ausschuss für Wirtschaft und Währung und im Sonderausschuss zu Steuerentscheidungen und Maßnahmen ähnlicher Art oder mit vergleichbaren Folgen.
Am 4. Mai 2022 verließ er die EVP und trat Renew Europe bei.